# Yuan Chengyiyi
Yuan Chengyiyi (chinesisch 袁成懿, Pinyin Yuan Chengyiyi; * 24. August 2000) ist eine chinesische Tennisspielerin.

## Karriere
Yuan spielt hauptsächlich Turniere auf der ITF Women’s World Tennis Tour, wo sie bislang je einen Titel im Einzel und Doppel gewinnen konnte.

## Turniersiege

### Einzel
| Nr. | Datum        | Turnier | Kategorie   | Belag     | Finalgegnerin | Ergebnis      |
| --- | ------------ | ------- | ----------- | --------- | ------------- | ------------- |
| 1.  | 9. Juli 2023 | Tianjin | ITF $15.000 | Hartplatz | Ren Yufei     | 4:6, 6:4, 6:4 |

### Doppel
| Nr. | Datum           | Turnier  | Kategorie | Belag     | Partnerin     | Finalgegnerinnen                              | Ergebnis         |
| --- | --------------- | -------- | --------- | --------- | ------------- | --------------------------------------------- | ---------------- |
| 1.  | 18. Januar 2025 | La Marsa | ITF W50   | Hartplatz | Xiao Zhenghua | Anastassija Gassanowa Anastassija Solotarjowa | 2:6, 7:5, [10:8] |